# 发展乡 (庆安县)
发展乡，是中华人民共和国黑龙江省绥化市庆安县下辖的一个乡镇级行政单位。

## 行政区划
发展乡下辖以下地区：
发源村、发祥村、发明村、发富村、发展村和发达村。